# Улица Восстания (Зеленогорск)
У́лица Восста́ния — улица в городе Зеленогорске Курортного района Санкт-Петербурга. Проходит от Хвойной улицы до Артиллерийской улицы и Нижней улицы. На северо-запад продолжается Комсомольской улицей.
Название появилось в послевоенное время.[когда?]

 Оно дано в память об Октябрьском вооруженном восстании 1917 года.
На улицу Восстания выходит территория санатория Балтийский берег, числящегося по адресу Курортная улица, 1.

## Перекрёстки
- Хвойная улица / Комсомольская улица
- Узкая улица
- Курортная улица
- Артиллерийская улица / Нижняя улица